# Astragalus bruguieri
Astragalus bruguieri är en ärtväxtart som beskrevs av Pierre Edmond Boissier. Astragalus bruguieri ingår i släktet vedlar, och familjen ärtväxter. Inga underarter finns listade i Catalogue of Life.